# Pycnoclavella detorta
Pycnoclavella detorta is een zakpijpensoort uit de familie van de Clavelinidae. De wetenschappelijke naam van de soort is, als Podoclavella detorta, voor het eerst geldig gepubliceerd in 1904 door Sluiter.